# Те не умират
Вижте пояснителната страница за други значения на Тодор Александров.
„Те не умират“ (изписване до 1945 година: „Тѣ не умиратъ“ ) с подзаглавие Възпоменателен лист е български вестник, излязъл във Варна, България, в един брой през май 1942 година. Вестникът е издание на Македонската младежка организация „Братя Миладинови“ във Варна. Печата се в печатница „А. Пъндъклийски“ във Варна в тираж от 3500 броя. Посветен е на падналите революционери в македоно-одринското освободително движение.